# Нойнкірхен (Зігерланд)
Нойнкірхен (нім. Neunkirchen) — сільська громада в Німеччині, знаходиться в землі Північний Рейн-Вестфалія. Підпорядковується адміністративному округу Арнсберг. Входить до складу району Зіген-Віттгенштайн.
Площа — 39,6 км2. Населення становить 13 075 ос. (станом на 31 грудня 2020).

## Географія

### Адміністративний поділ
Громада  складається з 6 районів:
- Альтензельбах
- Нойнкірхен
- Зальхендорф
- Штрутюттен
- Відерштайн
- Цеппенфельд